# سوری (خواننده)
سوری (به انگلیسی: SuRie) با نام اصلی سوزانا ماری کورک (زاده ۱۸ فوریه ۱۹۸۹) خواننده، ترانه سرا انگلیسی است.
او در یوروویژن ۲۰۱۸ نماینده بریتانیا بود.